# Otakar Zahálka
Otakar Zahálka (30. září 1891 Těšenov – 21. června 1942 Brno) byl československý generál.

## Životopis

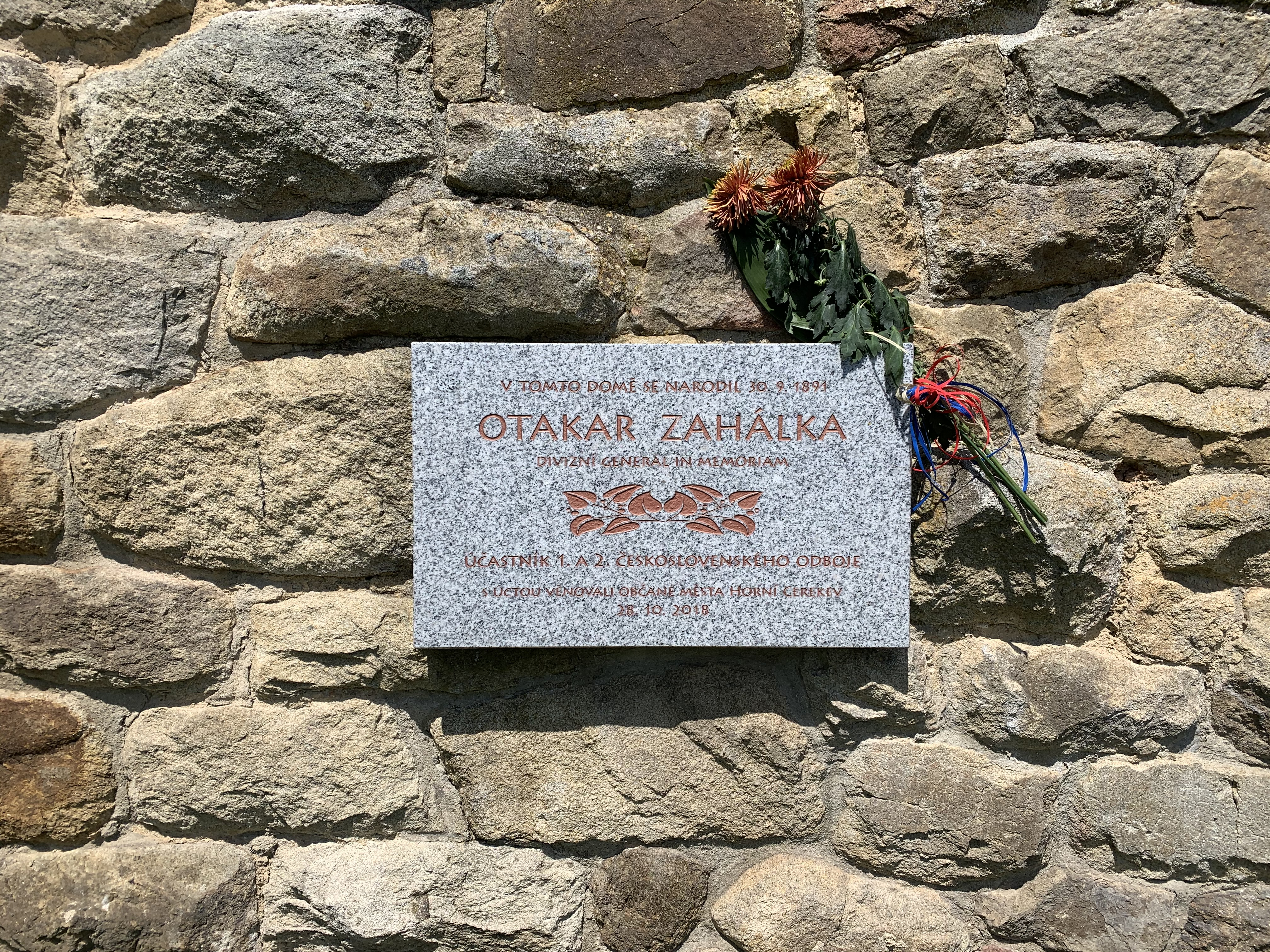
Pamětní deska generála Zahálky na zdi Brajnerova dvora u Horní Cerekve

Otakar Zahálka začal studovat roku 1902 na gymnáziu v Rokycanech a o rok později přešel na gymnázium v Pelhřimově. Po kvartě přestoupil na učitelský ústav v Soběslavi, který zakončil 24. června 1910 maturitní zkouškou s vyznamenáním. Mezi lety 1910 a 1914 postupně učil v Dolní Cerekvi, Holicích a Rosicích u Pardubic.
V roce 1914 narukoval jako jednoroční dobrovolník k 12. pluku v Čáslavi a po nasazení na ruské frontě v roce 1915 přešel po deseti dnech do zajetí, kde se přihlásil do československých legií. Zde na přelomu let 1916 a 1917 absolvoval důstojnický kurs a následně byl jmenován praporčíkem a ustanoven velitelem čety. V roce 1918 byl opakovaně povýšen až na kapitána. Do vlasti se navrátil v roce 1919 a zůstal v činné službě, kde zastával různé velitelské funkce a v jejímž průběhu byl povyšován až do hodnosti brigádního generála - tuto hodnost získal v roce 1935. V letech 1934 až 1939 byl velitelem Vojenské akademie v Hranicích, která po něm byla poté i pojmenována. Od října 1938 do ledna 1939 působil jako přednosta Oddělení pro úpravu státních hranic s Německem Hlavního štábu branné moci.
V roce 1940 odešel nuceně do výslužby a nastoupil ve Zlíně zprvu jako vychovatel v kolejích Baťových škol, později od roku 1942 jako úředník v daňovém oddělení Baťových závodů. Do odboje se zapojil již od dubna 1939 a v květnu 1940 se stal třetím zemským velitelem Obrany národa, měl na starosti řízení této ilegální organizace na Zlínsku. Počátkem května 1942 byl zatčen, stanným soudem v Brně záhy odsouzen k trestu smrti a popraven zastřelením. Vězněn a popraven byl v Kounicových kolejích. Pohřben byl na Šáreckém hřbitově.
Dne 1. května 1946 byl in memoriam jmenován divizním generálem.

## Rodina
Jeho otec František byl nájemcem velkostatku Brajnerův dvůr v Těšenově a později správcem soukromého velkostatku ve Vyklanticích. Jeho matka Aloisie, rozená Smrčková, zemřela roku 1907. Otakar Zahálka byl dvakrát ženat, poprvé se oženil v roce 1917 v Simferopolu s Natašou a měl s ní syna Jurije (*1918). Po její smrti v roce 1920 Otakar Zahálka odjel do Ruska, odkud si v roce 1921 v komplikované situaci bolševického rozvratu syna přivezl. Podruhé se oženil v roce 1924 s Jelenou Hanákovou, dcerou divizního generála Jindřicha Lva Hanáka, s níž měl děti Jindřišku (*1925) a Jaromíra (*1928).

## Vyznamenání

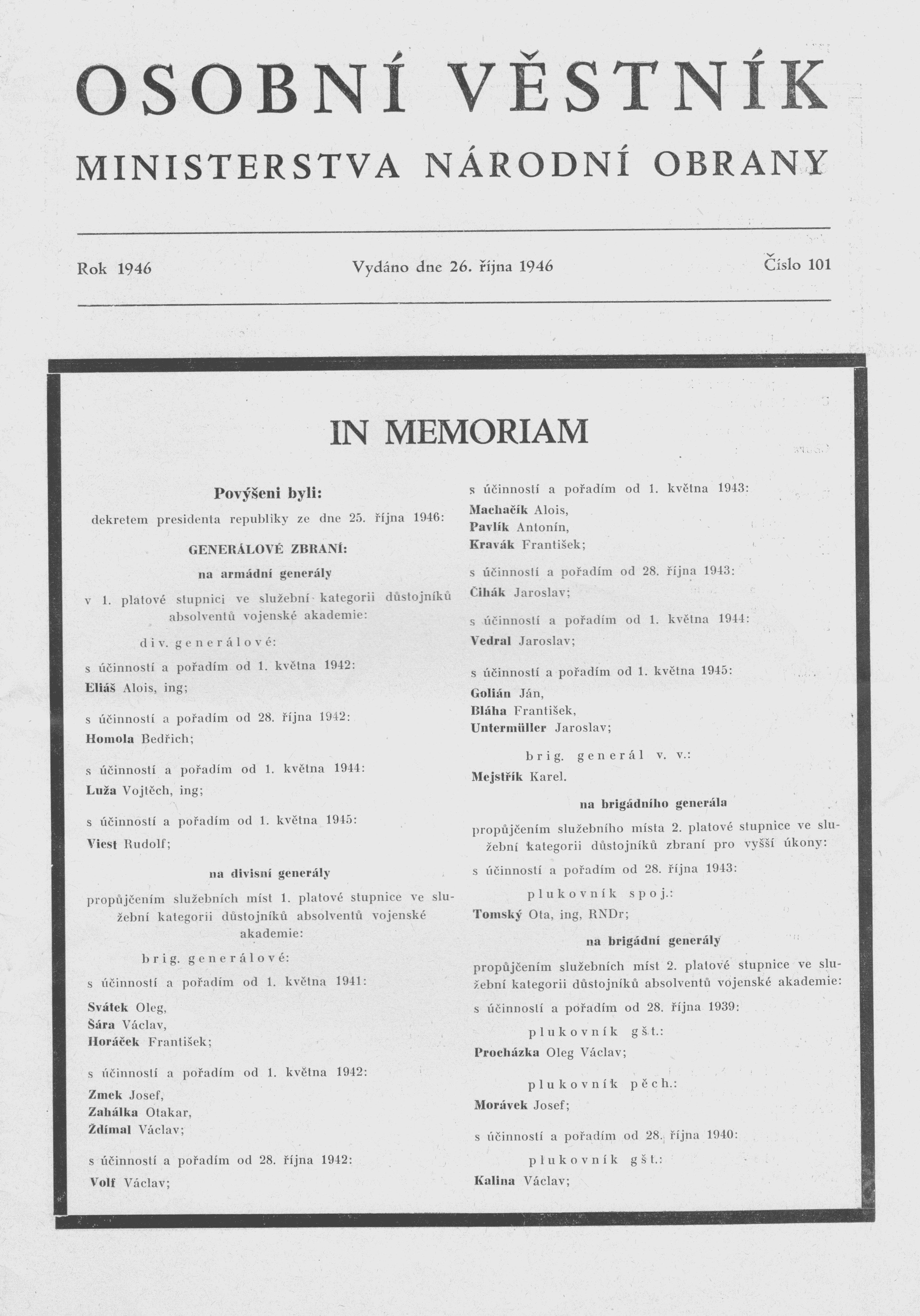
Osobní věstník MNO číslo 101 ze dne 26. října 1946 titulní strana – povýšení do hodnosti divizního generála

- Československý válečný kříž 1914–1918[2]
- Československá revoluční medaile[2]
- Československá medaile Vítězství[2]
- Croix de guerre 1914–1918 s bronzovou hvězdou[2]
- Řád čestné legie V. stupně[2]
- Řád akademických palem[2]
- Československý válečný kříž 1939 (posmrtně)[10]